# 被子

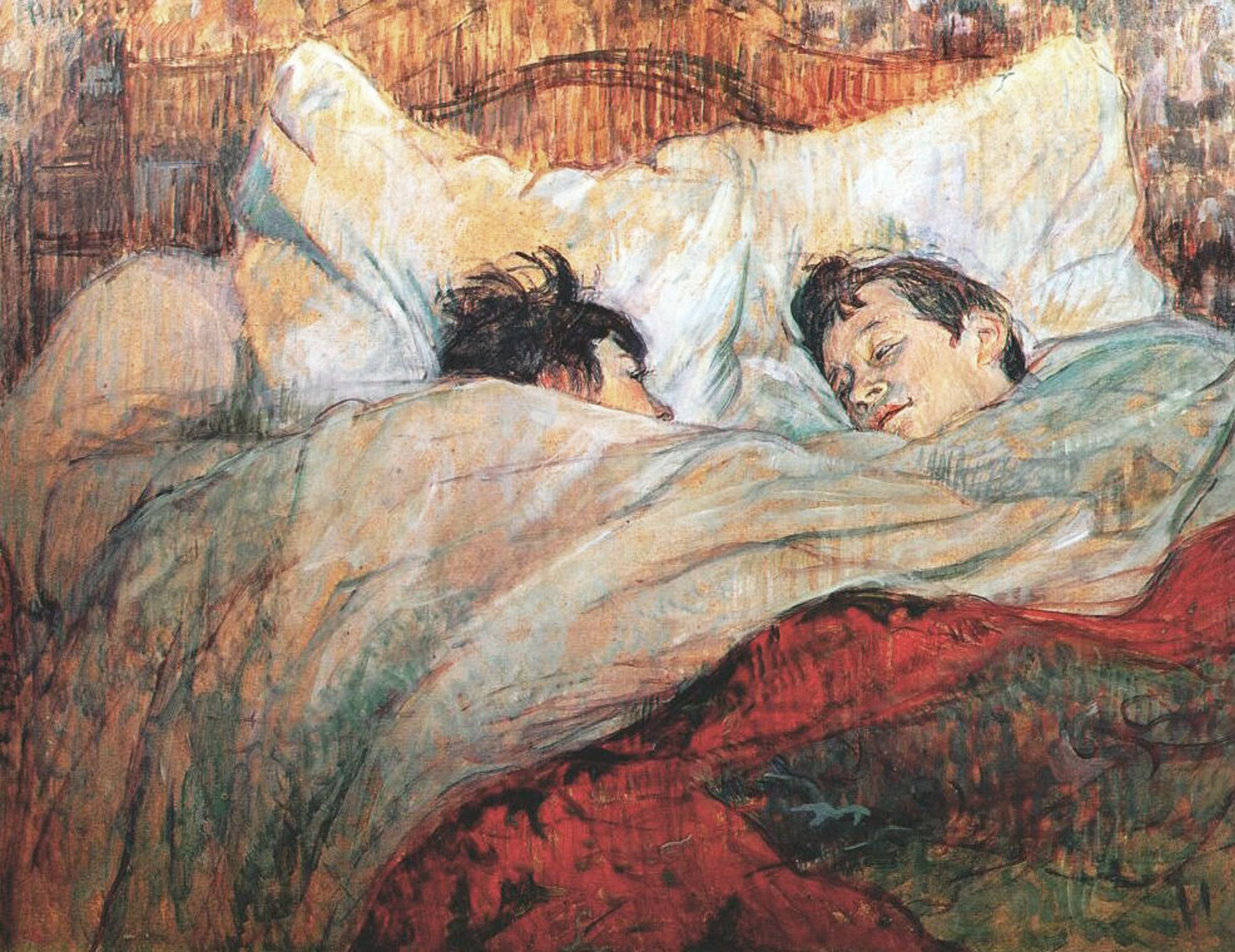
床上睡在被子裏的二人，土魯斯-羅特列克（法國）繪

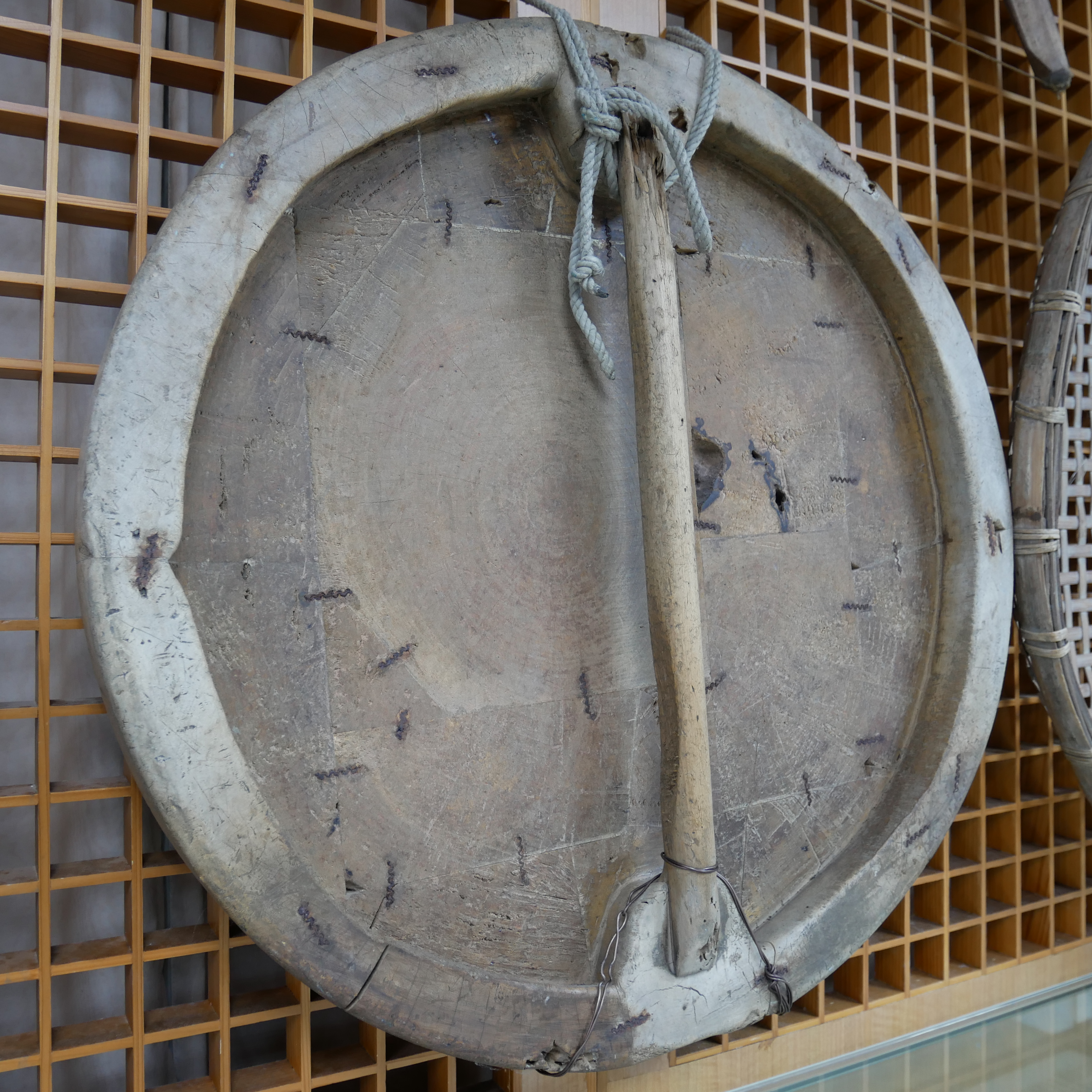
揉棉被斗（新店文史館藏）

被子，古稱衾，是床上用品的一種，其面積足以覆蓋人體，多為長方形，一般用作睡眠時保持溫暖舒服。被子通常由被套或者被單包着棉絮而成，用棉做的被子叫做棉被。此外，毯子或稱毛毯，作為寢具時的功能與被子相同。
除棉被外，也可以用羊毛、蚕丝、骆驼毛、大豆纤维，或者丙烯酸纖維等人造纖維製造。現代的電暖被則內藏發熱器，讓用者保持溫暖。

## 被子的种类
- 羽绒被
- 鹅绒被
- 七孔被
- 羊毛被
- 冬鸟被
- 棉被
- 纤维被
- 蚕丝被
- 空调被